# Carlo d'Aspre
Costantino Carlo Chilain d'Aspre (Gand, 1767 – Mikulov, 7 luglio 1809) è stato un generale austriaco.
Anche noto come barone di Aspre e Hoobreuck, fu luogotenente-feldmaresciallo. Viene normalmente ricordato come Carlo d'Aspre, per distinguerlo dal più noto figlio Costantino d'Aspre, anch'egli luogotenente-feldmaresciallo austriaco.

## Esordi
Carlo d'Aspre nacque a Gand, nel Paesi Bassi cattolici, negli anni del dominio austriaco.

## La guerra della prima coalizione
Come giovane ufficiale partecipò alla campagna d'Olanda del 1789-90, nell'ambito delle guerre della prima coalizione. Si occupò della organizzazione di una milizia territoriale nella regione del Limburgo, con la quale sconfisse una truppa di giacobini nei pressi di Olme. Ciò gli valse, il 19 dicembre 1790, il titolo di cavaliere dell'ordine di Maria Teresa.
Sotto il Clerfayt si distinse presso Lilla. Passò quindi sul fronte italiano, al comando di un reggimento ribattezzato i cacciatori d'Aspre (D'Aspre-Jägern), un corpo di franchi tiratori. Esso era composto, il 24 maggio 1799, di fronte a Verona, da 10 compagnie, per un totale di 1.147 uomini.
Quando era ancora colonnello, l'8 maggio 1797, dalle parti di Francoforte, lo incontrò il governatore Morris, ambasciatore statunitense in Francia nel 1792-94, e lo trovò ben introdotto ed informato dei retroscena diplomatici attorno al Congresso di Rastatt.

## La guerra della seconda coalizione
Nel dicembre 1800 venne promosso maggior generale (Generalmajor), grado con il quale partecipò durante la guerra della seconda coalizione alla battaglia del Mincio del 25–26 dicembre, alla testa di una brigata. 

Nel 1801, un anno dopo la conclusione del conflitto, il corpo dei cacciatori d'Aspre venne sciolto.

## La guerra della terza coalizione
Il 9 ottobre 1805, durante la guerra della terza coalizione, mentre teneva i ponti sul Danubio a Günzburg, circa 20 km da Ulma, venne investito da un attacco in massa comandato dal Ney, travolto e fatto prigioniero. Ciò che consentì al Buonaparte di costringere il Mack sotto le mura di Ulma, ove venne sconfitto alla battaglia del 16-19 ottobre 1805. 

D'Aspre venne poi liberato dopo la sconfitta austriaca a Austerlitz e la pace di Presburgo.

## La guerra della quinta coalizione
Scoppiata la guerra della quinta coalizione, nel 1809, venne promosso luogotenente-feldmaresciallo, e si distinse grandemente a Aspern ed a Wagram, la grande battaglia che costrinse l'Austria al Trattato di Schönbrunn.

## Esito
Proprio a Wagram il d'Aspre fu colpito da una palla di cannone che gli strappò il braccio destro. Cadde da cavallo, e morì tre giorni dopo la conclusione della battaglia.
Lasciava un figlio, Costantino, destinato a seguirne le orme, con maggiore successo militare.
| Controllo di autorità | VIAF (EN) 15996292 · ISNI (EN) 0000 0000 2241 5638 · CERL cnp01145514 · GND (DE) 135773016 |